# Vəcihə Səmədova
Vəcihə Səmədova (azeriül: Vəcihə Əli qızı Səmədova; Baku, 1924. november 24. – Baku, 1965. október 24.) festő, a Szovjetunió és az Azerbajdzsáni Szovjet Szocialista Köztársaság művésze.

## Élete és munkássága
Vəcihə Səmədova 1924. november 24-én Bakuban született. Apja, Karbalai Ali karsi születésű cukrász, anyja, Rubaba iráni származású, háztartásbeli volt. A párnak több gyermeke született, de csak két lányuk – Vəcihə és Solmaz – maradt életben. A szülők nyitott, művészetkedvelő emberek voltak, és Vəcihə képzeletét már kiskorában megragadták apja melankolikus örmény és török népdalai, meséi, amiket gyakorta lerajzolt. Az általános iskolai évek után 1939–1944 között Azim Azimzade festőiskolájában, későbbi nevén az Azerbajdzsán Állami Művészeti Iskolában tanult, majd a V. I. Surikov moszkvai művészeti intézetben (Moscow School of Painting, Sculpture and Architecture), ahol a híres orosz festő, Pavel Korin tanítványa volt. Tehetsége hamar megmutatkozott egyedi színezésű és hangulatú, gondosan megfestett alkotásaiban.
1944-ben házasságot kötött Lətif Fayzullayev festővel, és 1945-ben született első gyermekük, Nicat. 1949-től folytatta tanulmányait Moszkvában, ahol 1951-ben szerzett diplomát „Uzeyir Hacibayov az azerbajdzsáni zeneszerzők körében” című csoportportréjával. További három évig maradt Moszkvában, hogy posztgraduális kurzusokon képezze magát. Vəcihə Səmədova az első azeri professzionális festőművésznő. Bakui visszatérése után az Azim Azimzade Művészeti Iskola tanáraként dolgozott. 
Səmədova portrékat, tájképeket és zsánerképeket alkotott. Kortársairól készített festményein többek között megörökítette Leiya Bədirbəyli színésznőt (1954), S. Kerimovot, a Szocialista Munka Hősét (1957), Minira Mammadbeyli geológust (1959), Shamama Hasanovát a Szocialista Munka kétszeres Hősét (1960), és a szobrász G. Abdullaevet (1964). Örömmel és gyakran lefestette családtagjait is, „A nővérem arcképe”, „Solmaz Səmədova építész” és „A vizsga előtt” című alkotásain szeretett nővérét, „A lányom portréja”, „Kis Fatima”, „Diák”, „A kis hegedűművész” című képeken gyermekeit ábrázolja. Édesanyjáról, aki nagyon büszke volt rá, egyetlen portrét rajzolt. Legközelebbi barátja és művészeti tanácsadója mindig a férje volt, otthonuk pedig valóságos művészeti központ, ahol gyakorta összegyűltek a barátok: Tahir Salahov, Mikayil Abdullayev, Omar Eldarov, Alibay Rzaquliyev, Tokay Mammadov és mások.
Səmədova legaktívabb éveiben 1957 és 1963 között, utazásaiból merített ihletet. Férjével sokat utazott a köztársaságban. Élményeit és a gazdag tájak látványát tiszta, tömör kompozícióba rendezve ábrázolta az „azerbajdzsáni zeneszerzők” (1951), „Zene” (1956), „a Göy-göl” (1957), „a Kura partján”, „Gyapottermelők” (1961), „Hírekre várva” (1963), „Geológusok” (1965) című vásznain. Egy bulgáriai utazást idéznek a „Öreg bolgár nők", „Szófiai bazár”, „Esős nap”, „Házak a sziklákon” című alkotások, amelyekből önálló kiállítás készült. A festményeket Baku után Moszkvában és Szófiában is bemutatták, de alkotásai számos külföldi kiállításon szerepeltek Bécsben, Kairóban, Bejrútban, Varsóban, Berlinben, és Budapesten is. 
Səmədova 1965. október 24-én, Bakuban halt meg rákban. Végakarata szerint muszlim temetőbe temették el. 
1966 végén Bakuban, az Azerbajdzsáni Művészek Szövetségének szalonjában, posztumusz kiállítást rendeztek munkáiból, amelyen körülbelül 200 portré, tájkép, csendélet, olaj, akvarell, pasztell, és ceruzarajz mutatta be művészi sokszínűségét. A szalon később felvette nevét is, ma Vəcihə Səmədova Kiállítási Szalon.
Səmədova alkotásait Bakuban az Azerbajdzsáni Állami Művészeti Múzeumban és a köztársaság más múzeumaiban őrzik. Legutóbb, a Heydar Alijev Alapítvány szervezésében 2018. július 14-én Cannes-ban nyílt átfogó kiállítás „Szerelem Tandem” címmel Səmədova és férje Lətif Fayzullaev képeiből.

## Művészi megítélése

### Portrék
Annak ellenére, hogy Səmədova több műfajban dolgozott, elsősorban portréfestőként szerzett hírnevet. Rasim Efendijev művészettörténész szerint Vəcihə Səmədova alkotásai tükrözik mind a ragyogó tehetséget, mind a művész hatalmas energiáját és munkaképességét. Səmədova számára a legfontosabb az egyéniségek feltárása, az egyedi karakterek megragadása volt, amely nemcsak az elkészült alkotásokon, hanem a képeihez készített vázlatokon is megfigyelhető. Sajátos munkastílusának részeként egy-egy arcképhez öt-hat vázlatot készített, különböző beállításokban, és az első vonástól az utolsóig akár két-három éven át dolgozott egy festményen. Səmədova már 1951-ben diplomamunkájával portréfestőként aposztrofálta magát, amikor azerbajdzsáni zeneszerzők egy csoportját ábrázolta és elemezte.
1953–54-ben festette Leyla Bədirbəyli színésznő portréját. Több személyes találkozás és tucatnyi vázlat elkészítése után, mikor az elkészült a képet bemutatta, a művésznő annyit mondott: „értéktelen munka”. A sors fintora, hogy ez a kép a 100 legszebb azerbajdzsáni festmény egyikeként 59 éve látható az Azerbajdzsáni Állami Művészeti Múzeumban. A művészettörténészek mai álláspontja szerint a festmény merész, érett alkotás. A színésznő álomszerű, eltöprengő arckifejezése uralja a tekintetet, az ezüst-fekete ruha és a háttér szürke és fekete tónusának színviszonya remekül illeszkedik egymáshoz és kiemelik az arc melankolikus szépségét.
Annak ellenére, hogy a portréit konkrét személyekről (gyapottermelők, tejeslányok stb.) festette, meg tudta őrizni általános jellegüket. Səmədova nem az alany tulajdonságait ábrázolta, hanem a modell karakterén keresztül azt mutatta meg, amit a személyről mondani akart. Például Sureya Karimova gyapotszedő portréján a kerítés mellett, laza pózban ábrázolja hősnőjét, a modell tartásában sikeresen megragadva a mozgás átmeneti pillanatát. Különleges dinamizmus és vonzerő árad a képből. A szemlélőben azt a benyomást kelti, hogy a kerítésnél álló Karimova előre nézett, ám hirtelen, csak egy percre a néző felé fordult. Portréi különösen hitelesek és mozdulatlanságukban is dinamikusak.

### Tájképek, csendéletek és életképek
Səmədova sajátosan lendületes, szín- és kompozíciógazdag ábrázolásmódja érvényesül a „Kapaz-hegy”, „Nizami mauzóleuma” (1956), „A Mingachevir közelében” (1957), „A Göy-Göl-tónál” (1958), vagy „A Dashkesan közelében” (1965) című tájképein is. Különösen érdekes, hogy azokban az években amikor gyógyíthatatlan betegsége miatt már nem tudott szabadon utazni és dolgozni, festészete akkor is megőrizte frissességét és optimizmusát. Csendéletein, mint például a „Gyümölcsök” vagy „Birsek”, továbbra is átérződik, ahogy a művész csodálja a természet szépségét és gazdagságát.
Səmədova egyik utolsó, 1963-ban festett képe a „Hírekre várva” szokatlan, drámaisággal mutatja művészi kreativitását. Képes volt a tengeri halászatból apjuk visszatérésére váró lányok arcán a kitartást, a türelmet, a feszültséget és a rejtett szorongást egyszerre közvetíteni. A műhelyében megmaradt előzetes rajzokon látszik, hogyan dolgozott a kép kulcsfiguráin, a két lány alakján. A vázlatok világosan mutatják, ahogy a mű kidolgozása során vonásaik és karakterük megváltozott. A lányok, a föld, a vihar szépsége, a szétszórt hajók kompozíciójában szinte tapintható a balesetek előtti feszültség, a várakozás és bizonytalanság fájdalma. A festő fia, Nicat Feyzullayev elmondása szerint: „Ugyanúgy, mint a kompozíción, anyám is fájdalmas várakozásban volt. Várt a diagnózisra, hogy megtudja, hány évig élhet még.”